# Десятидворка
 Десятидворка  — поселок в Верхнеуслонском районе Татарстана. Входит в состав Набережно-Морквашского сельского поселения.

## География
Находится в западной части Татарстана на расстоянии приблизительно 8 км на запад по прямой от районного центра села Верхний Услон менее чем в 3 км от Куйбышевского водохранилища.

## История
Основан в 1920-х годах.

## Население
Постоянных жителей было в 1938 году — 89, в 1949 — 66, в 1958 — 69, в 1970 — 37, в 1979 — 23, в 1989 — 20. Постоянное население составляло 12 человек (русские 33 %, чуваши 59 %) в 2002 году, 5 в 2010.